# محمد بن الاشعث
محمد بن الأشعث بن قیس الکندی در عهد پیامبر اسلام به دنیا آمد و از سوی زیاد بن ابیه، والی عراق، بر ولایت طبرستان منسوب شد. او در جنگ با مختار ثقفی به سپاهیان مصعب بن زبیر پیوست و در نبرد مذار در سال ۶۷ هجری، کشته شد.

## نسب
- پدر: اشعث بن قیس، صحابی در عام الوفود، پس از مرگ پیامبر ابتدا مرتد شد و مجدداً اسلام آورد و از یاران علی بن ابی طالب در نبرد صفین بود.
- مادر: أم فروة بنت أبی قحافة، خواهر ابوبکر بود که پس از دوباره مسلمان شدن اشعث و بازگشتش از یمن با او ازدواج کرد.[۲]
- فرزند: عبدالرحمن بن محمد بن أشعث از فرماندهان نظامی بنی امیه بود.[۳]
- خواهر: جعده بنت اشعث همسر حسن بن علی امام دوم شیعیان